# Bọ cạp roi
Thelyphonida là một bộ hình nhện bao gồm các động vật không xương sống thường được gọi là bọ cạp roi hay bọ cạp giấm. Chúng thường được gọi là uropygi trong cộng đồng khoa học dựa trên một tên thay thế cho bộ, Uropygi (sau đó cũng có thể bao gồm cả thứ bộ Schizomida). Cái tên "bọ cạp roi" đề cập đến việc chúng nhìn giống bọ cạp thực sự và sở hữu một chiếc đuôi giống như cái roi, và "bọ cạp giấm" đề cập đến khả năng thải ra chất lỏng có mùi giấm, gây khó chịu, có chứa axit axetic của chúng khi bị tấn công.

## Mô tả
Bọ cạp roi có chiều dài từ 25 đến 85 mm, với hầu hết các loài có cơ thể không dài hơn 30 mm; loài lớn nhất, thuộc chi Mastigoproctus, có thể đạt tới 85 mm. Tuy nhiên, do các chân, cặp càng và "roi", chúng có thể trông lớn hơn nhiều và mẫu vật nặng nhất nặng 12,4 g.
Giống như các bộ có họ hàng Schizomida và Amblypygi, bọ cạp giấm chỉ sử dụng sáu chân để đi bộ, với hai chân đầu tiên đóng vai trò là cơ quan cảm giác giống như râu. Tất cả các loài cũng có cặp càng rất lớn giống như bọ cạp nhưng có thêm một gai lớn trên mỗi xương chày cổ tay. Chúng có một cặp mắt ở phía trước và ba mắt ở mỗi bên đầu, những điểm cũng được tìm thấy ở bọ cạp. Bọ cạp giấm không có tuyến nọc độc, nhưng chúng có các tuyến gần phía sau bụng có thể phun ra sự kết hợp giữa axit axetic và axit caprylic khi chúng bị làm phiền. Axit axetic làm cho chất lỏng chúng xịt ra có mùi giống như giấm, dẫn đến cái tên gọi phổ biến là bọ cạp giấm.

## Hành vi
Bọ cạp giấm là loài ăn thịt, là những kẻ săn mồi về đêm, chủ yếu ăn côn trùng, cuốn chiếu, bọ cạp và các loài bộ Chân đều sống trên cạn, nhưng đôi khi cũng ăn giun và sên. Mastigoproctus đôi khi săn các động vật có xương sống nhỏ. Con mồi bị nghiền nát giữa những chiếc răng đặc biệt ở bên trong đoạn chân thứ hai của phần phụ phía trước. Bọ cạp giấm có ích trong việc kiểm soát dân số gián và dế.
Con đực tiết ra một tế bào sinh tinh (một khối lượng hợp nhất của tinh trùng), được chuyển cho con cái sau hành vi tán tỉnh, trong đó con đực giữ phần cuối của đôi chân đầu tiên của con cái trong lớp vỏ của mình. Tế bào sinh tinh nằm trên mặt đất và được con cái lấy bằng bộ phận sinh dục của mình. Ở một số chi, con đực sau đó sử dụng bàn đạp của mình để đẩy tế bào sinh tinh vào cơ thể con cái.
Sau một vài tháng, con cái sẽ đào một cái hang lớn và tự bịt kín bên trong. Có tới 40 trứng được đẻ ra, bên trong một lớp màng nuôi để giữ độ ẩm và bám vào ống sinh dục và đoạn thứ năm của ống dẫn trứng ở bụng con mẹ. Con cái ngừng ăn và giữ bụng của mình theo hình vòm hướng lên để lớp màng nuôi không chạm đất trong vài tháng tiếp theo, khi trứng phát triển thành hậu phôi thai. Phần phụ trở nên nhìn thấy được.
Con non màu trắng nở ra từ hậu phôi thai leo lên lưng mẹ và bám vào đó bằng các mút đặc biệt. Sau lần lột xác đầu tiên, khi chúng trông giống như những con trưởng thành thu nhỏ nhưng có màu đỏ tươi, chúng sẽ rời khỏi hang. Con mẹ có thể sống thêm hai năm nữa. Con non phát triển chậm, trải qua bốn lần lột xác trong khoảng bốn năm trước khi trưởng thành. Chúng sống thêm đến bốn năm.

## Môi trường sống
Bọ cạp roi được tìm thấy ở các khu vực nhiệt đới và cận nhiệt đới, ngoại trừ Châu Âu và Úc. Ngoài ra, chỉ có một loài duy nhất được biết đến từ châu Phi: Etienneus africanus, có lẽ là loài cổ Gondwana sống đặc hữu ở Senegal, Gambia và Guinea-Bissau. Chúng thường đào hang bằng cặp càng để vận chuyển con mồi đến đó. Chúng cũng có thể chui xuống các khúc gỗ, gỗ mục nát, đá và các mảnh vụn tự nhiên khác. Chúng thích những nơi ẩm ướt, tối tăm và tránh ánh sáng. Mastigoproctus giganteus, bọ cạp roi khổng lồ, được tìm thấy ở những khu vực khô cằn hơn, bao gồm Arizona và New Mexico.

## Các loài
Tính đến năm 2006, hơn 100 loài bọ cạp giấm đã được mô tả trên toàn thế giới. Phân loại của bọ cạp giấm hiện chỉ bao gồm một họ còn tồn tại và một họ nghi ngờ đã bị tuyệt chủng:
- Hypoctoninae Pocock, 1899

- Etienneus Heurtault, 1984
- Hypoctonus Thorell, 1888
- Labochirus Pocock, 1894
- Thelyphonellus Pocock, 1894

- Mastigoproctinae Speijer, 1933

- Mastigoproctus Pocock, 1894
- Mimoscorpius Pocock, 1894

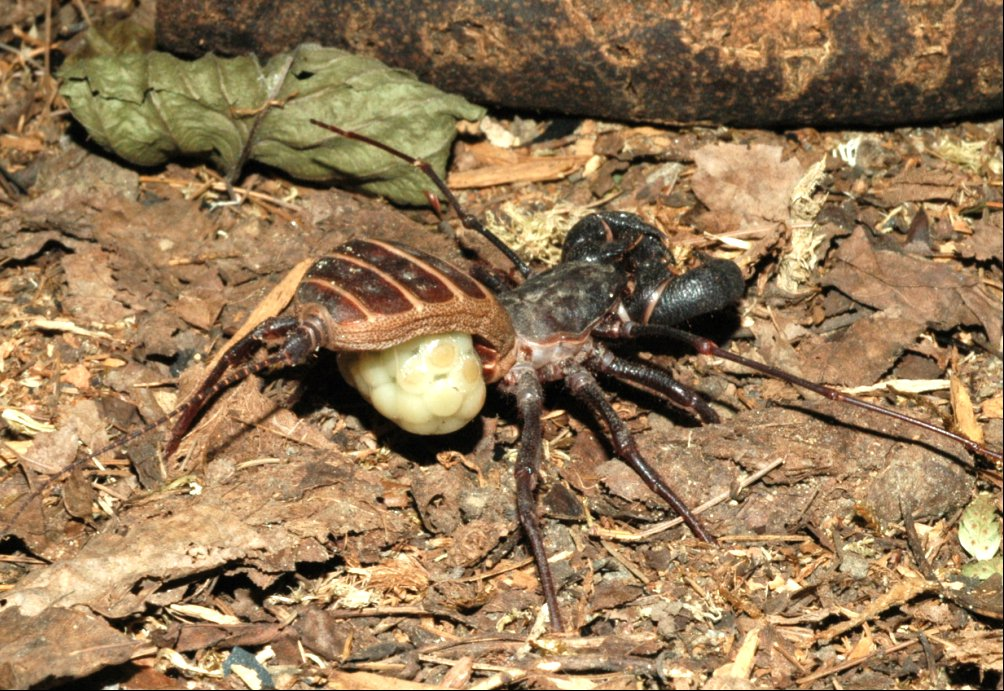
Con Mastigoproctus giganteus cái với trứng

- Myacentrum Viquez and de Armas, 2006
- Uroproctus Pocock, 1894
- Valeriophonus Viquez and de Armas, 2005

- Thelyphoninae Lucas, 1835

- Abaliella Strand, 1928
- Chajnus Speijer, 1936
- Ginosigma Speijer, 1936
- Glyptogluteus Rowland, 1973
- Minbosius Speijer, 1933
- Tetrabalius Thorell, 1888
- Thelyphonus Latreille, 1802

- Typopeltinae Rowland & Cooke, 1973

- Typopeltis Pocock, 1894

- incertae sedis

- † Geralinura Scudder, 1884
- † Mesoproctus Dunlop, 1998
- † Proschizomus Dunlop & Horrocks, 1996